# Asociación Internacional de Psiquiatría del Niño y el Adolescente y Profesiones Afines
IACAPAP es una asociación internacional no-gubernamental; la organización profesional que sirve como paraguas a las asociaciones de salud mental de la infancia y la adolescencia para sociedades de todo el mundo y sus miembros individuales. IACAPAP aboga por las necesidades de la infancia con problemas y sus familias, a niveles nacional e internacional a través de sus asociaciones miembro y de su enlace, entre otras, con la Organización Mundial de la Salud y la Asociación Psiquiátrica Mundial, y se compromete a mitigar las desigualdades de todo tipo que afectan a la salud y el desarrollo infantil.

## Historia
En 1935 un grupo de psiquiatras infantiles comenzó su labor de establecer y extender los contactos entre psiquiatras que trabajaban en el nuevo campo médico de la psiquiatría infantil, a pesar de las turbulencias políticas y sociales que rodeaban a la Segunda Guerra Mundial. Estos pioneros fueron Georges Huyer (Francia), Moritz Tramer (Suiza), Paul Schröder (Alemania), Carlos de Sanctis (Italia), Nic Waal (Noruega) y Emanuel Miller (Reino Unido).
La que hoy se denomina IACAPAP nació en 1937 como el Comité Internacional de Psiquiatría Infantil. Georges Huyer, entonces director de la Clínica Adjunta de Neuropsiquiatría Infantil de Paris, organizó y presidió el primer congreso de Paris de 1937—oficialmente denominado como la Primera Conferencia Internacional de Psiquiatría Infantil. Junto con Huyer, Moritz Tramer (Suiza) estuvo implicado en la organización de este congreso, en el que participaron delegados—en su mayoría europeos—de 26 países.
Tras la guerra y diez años después, el segundo congreso internacional tuvo lugar en 1948 en Londres. Durante esta segunda reunión el Comité Internacional fue rebautizado como la Asociación Internacional de Psiquiatría Infantil (IACP), contando ya como miembros con alrededor de 30 sociedades nacionales. Todo país tenía derecho a acceder a IACP, pero un comité de acreditación fue establecido para verificar la cualificación de todos los aspirantes.
El nombre de la Asociación fue de nuevo modificado durante el congreso de Lisboa de 158, esta vez establecido como la Asociación Internacional de Psiquiatría Infantil y Profesiones Afines (IACP&AP). No fue hasta su noveno congreso (Melbourne, Australia, 1978) que los adolescentes fueron incorporados a su nombre oficial: la Asociación Internacional de Psiquiatría Infantil y el Adolescente y Profesiones Afines (IACAPAP).
En 1954 la Asociación fue oficialmente reconocida en Massachusetts como una organización exenta de impuestos. En la actualidad IACAPAP está registrada en Ginebra, Suiza, como una entidad no-gubernamental (ONG) estructurada como una corporación y dotada de una entidad jurídica de acuerdo a las artículos 60 y siguientes de la Constitución y el Código Civil Suizo.

## Miembros y estructura
Existen tres categorías de miembros: miembros plenos (actualmente alrededor de 60 organizaciones nacionales de psiquiatras infantiles y de la adolescencia y profesionales afines de la salud mental de todos los continentes), miembros afiliados (otras organizaciones) y miembros individuales.
El Comité Ejecutivo (Junta), es elegido para una mandato de cuatro años y consiste en: presidente, secretario general y tesorero (que junto con el presidente anterior forman el Consejo), y nueve vicepresidentes, elegidos para optimizar su representatividad bajo la consideración de su género y características profesionales, culturales y geográficas.

## Congresos mundiales
La Asociación organiza, en función de las circunstancias, congresos mundiales entre cada dos a cuatro años. La Asamblea General tiene lugar cada cuatro años en coincidencia con un congreso. El 21 congreso se celebrará en Durban, Sudáfrica, en el 2014. El listado de los congresos internacionales realizados puede ser consultado en www.iapacap.org/world-congresses/past-congresses.
En la última década IACAPAP ha enfatizado progresivamente su implicación en países con economías emergentes en cuanto a afiliación, ambiciones y actividades educativas.

## Otras actividades educativas
Grupos de Estudio
La Asociación organiza grupos de estudio en colaboración con miembros del Comité Ejecutivo y profesorado internacional y regional a fin de estimular el desarrollo de la salud mental infantil en países con menor desarrollo de servicios de salud mental infantil, como por ejemplo, los estados de la antigua unión soviética, Kenia y Nigeria.
Programa de Becas Donald J. Cohen
Programa de Becas Donald J. Cohen este programa se inició en el año 2004. Apoya la participación de jóvenes profesionales altamente prometedores de todo el mundo, especialmente de economías emergentes, en los congresos de IACAPAP y les aporta una programa de tutoría que fomenta la educación, el apoyo y el establecimiento de redes personales.
Seminario de Investigación Helmut Remschmidt 
Seminario de Investigación Helmut Remschmidt, el seminario de investigación Helmut Remschmidt, que comenzó en 1998, apoya a jóvenes profesionales de la salud mental infantil y la adolescencia que persiguen seguir una carrera científica. Su estructura es siempre similar y los participantes son propuestos por la presidencia de sus organizaciones nacionales.

## Publicaciones
IACAPAP tiene un largo historial de actividades educativas a través de publicaciones y mantiene su portal www.iacapap.org. 
Durante los años sesenta la revista científica Acta Paedopsychiatrica sirvió como portavoz oficial de IACAPAP. En la actualidad la revista electrónica Child and Adolescent Psychiatry and Mental Health (www.capmh.com) se ha convertido en la revista científica oficial de IACAPAP. 
Si el relacionarse con profesionales con actitud semejante fue la idea tractora inicial de la asociación, el énfasis pronto evolucionó en el que hoy es: “Abogar la promoción del desarrollo y la salud mental de la infancia y la adolescencia, a través de la política, la práctica y la investigación. Promover el estudio, el tratamiento, el cuidado y la prevención de los trastornos mentales y emocionales y las discapacidades que afectan a niños, adolescentes y familias, a través de la colaboración entre profesionales de psiquiatría del niño y el adolescente, psicología, trabajo social, pediatría, salud pública, enfermería, educación, ciencias sociales y otras disciplinas relevantes”.
Boletín:
El boletín cuatrimestral de IACAPAP persigue informar a sus miembros y a la comunidad en general sobre los actividades recientes, en marcha o futuras de IACAPAP y de otras noticias importantes para profesionales de la salud mental en la infancia y la adolescencia de todo el mundo. Se puede acceder a los Boletines en www.iacapap.org/bulletins
Monografías en Salud Mental Infantil y Adolescente:
Desde 1970 la Asociación ha publicado 18 monografías de numerosos autores, generalmente tratando temas relacionados con el lema clave del congreso internacional respectivo.
e-textbook:
Un libro electrónico –IACAPAP El Libro de Texto de Salud Mental Infantil de la Infancia y Adolescencia de IACAPAP, ha sido publicado desde 2012. Es un libro accesible gratuitamente en la Red, de especial utilidad para profesionales que de otra manera no podrían adquirir un libro de texto impreso.
Declaraciones y Tomas de Posición:
Desde 1992 las Declaraciones y Tomas de Posición se han referido a áreas de preocupación relacionadas con el desarrollo y las salud mental de la infancia y han descrito los enfoques óptimos de manejo. Las Declaraciones, como documentos de alegato, persiguen ser ampliamente circuladas, habiéndose prestado una atención especial a la promoción de los derechos de los niños y a los aspectos éticos.